# ドタンバのマナー
『ドタンバのマナー』は、サトウサンペイの漫画コラム。およびそれを原作にしたテレビアニメである。

## 概要
日々の社会生活において、これだけは守っておきたいマナーやルールを、「ドタンバさん」という人物の失敗談を交えながら紹介する「教養書」である。

## テレビアニメ
フジテレビが関東ローカルで、1984年10月3日から1987年4月9日にかけて、5分間のミニ番組として放送された。アニメーション制作はエイケン。放送時間はたびたび変更され、1986年3月までは22時台で放送された。22時台で放送されたテレビアニメは、まんが花の係長（毎日放送・1976-1977年）以来である。番組は最初の2年半は上述の作品を原作としたもの、後半の1年半はサトウが後年執筆した海外旅行のマナーをまとめた同類の作品「スマートな日本人」をもととした「海外編」が放送された。

## スタッフ
- 原作：サトウサンペイ「スマートな日本人」新潮文庫
- 企画：久保田榮一（フジテレビ）
- プロデューサー：渡辺米彦（エイケン）、宅間秋史(フジテレビ)
- 制作担当：一色弘安
- 脚本：三沢もとこ、後藤三郎、関名部一彦、西下義之、西尾八千代、村山修、山中英憲、吉田浩、向山竜人 ほか
- 演出：吉田浩
- 作画監督：若林忠生
- 美術監督：遠藤守俊→大隅敏弘
- 音楽：宮内國郎
- 制作：フジテレビ、エイケン
- 出演
  - ドタンバ：佐古雅誉
  - ナレーション：立石凉子

放送時間（JST）
- 1984年10月 - 1985年3月：水曜22:54 - 23:00
- 1984年10月 - 1986年3月：金曜22:52 - 23:00
- 1984年10月 - 1985年9月：土曜19:54 - 20:00
- 1986年4月 - 1987年4月：平日7:25 - 7:30
- 1987年4月 - 9月：火曜・木曜7:25 - 7:30

## 補足
- 北海道文化放送(UHB)でも、同時期の21:54 - 22:00頃に遅れネットで放送されていたことがある。また秋田テレビ(AKT)やテレビ新広島(TSS)でも放送されていたことがある。
- 著作権の事情などから、アニメ版はDVDなどのソフト化は一切行われておらず、東映ビデオの「エイケンTVアニメ主題歌大全集」（ビデオソフト、LD、DVD）にもOPは収録されていない。